# Бексли (тауншип)
Тауншип Бексли (англ. Township of Bexley) — бывший район, расположенный в северной части бывшего округа Виктория, ныне город Каварта-Лейкс в канадской провинции Онтарио.

## История
Историю Бексли прослеживается до индейских поселений, находящихся в конце Портейдж-роуд, длинной исторической тропы, которая заканчивалась в местечке Сент-Мэри, на западном берегу озера Болсам. Индейские поселения процветали в течение как минимум столетия до прибытия Самуэля де Шамплена во время его путешествия с гуронами. Различные племена индейцев жили здесь вплоть до 1760 года, когда английские торговцы пушниной основали здесь торговый пост.
Округ Виктория начал заселяться европейцами в 1821 году, но Бексли оставался неизменным более десяти лет из-за своего северного положения в округе, что означало, что межевание в нём произошло в какой-то момент в начале 1830-х годов. Первым поселенцем был адмирал Ванситтарт, который получил грант на тысячу акров (4 км2) земли на западном берегу озера Болсам в 1834 году. Его двоюродный брат, Николас Ванситтарт, канцлер казначейства, известный как лорд или барон Бексли, был коллегой Джона Скотта, 1-го графа Элдона, в честь которого назван тауншип Элдон. Главный населённый пункт Бексли, Кобоконк, был основан в 1851 году и продолжает процветать благодаря летнему туризму.

## География
По данным переписи населения Канады 1996 года, последней перед объединением с округом Виктория, общая площадь тауншипа Бексли составляла 123,05 км2. Как и большая часть города Каварта-Лейкс, Бексли в основном является сельской местностью. На территории тауншипа расположены несколько поселений, а берега озёр Болсам и Сильвер-Лейк окружены коттеджными дачными посёлками. Остальная территория в основном представляет собой болото или лес. Фермерство в этом регионе встречается редко, так как слой плодородной почвы очень тонкий (в среднем около 2 дюймов). Хотя Бексли почти полностью лежит в области палеозойских известняков южного Онтарио, небольшая часть долины реки Гулл-Ривер к северу от Сильвер-Лейк, лежащая в пределах тауншипа, относится к области докембрийского Канадского щита.

## Демография
По данным переписи населения 1996 года в тауншипе насчитывалось 1305 человек, 540 домохозяйств и 390 семей. Плотность населения составляла 10,61 человек на квадратный километр. Расовый состав округа составлял 1,9 % китайцев, 0,8 % чернокожих канадцев, а остальные 97,3 % — европеоиды.
В округе насчитывалось 540 домохозяйств и 390 семей, из которых 92,31 % составляли супружеские или гражданские пары, а 7,69 % — неполные семьи. 27,78 % всех домохозяйств состояли из частных лиц. Средняя стоимость домохозяйства составляла $143 198 (эквивалентно $220 700 в 2020 году).
Население было распределено по возрасту: 5,0 % — дети до 4 лет, 11,1 % — от 5 до 14 лет, 8,8 % — от 15 до 24 лет, 36,4 % — от 25 до 54 лет, 15,7 % — от 55 до 64 лет и 22,2 % — в возрасте 65 лет и старше. Средний возраст составил 40,5 лет. На каждые 100 женщин приходилось 101,5 мужчин.
Медианный доход на душу населения в тауншипе составлял 21 002 канадских доллара (эквивалент $32 400 в 2020 году). Средний доход мужчин составил $23 682 (эквивалент $36 500 в 2020 году) против $18 009 (эквивалент $27 800 в 2020 году) у женщин.
Среди населения старше 25 лет 14,7 % имели образование менее девяти классов. 57,1 % имели по крайней мере диплом о среднем образовании или его эквивалент. 29,8 % получили неуниверситетское высшее образование, а 7,9 % окончили университет.

## Населённые пункты
- Кобоконк[англ.]
- Сент-Мэри[англ.]
- Виктория-Роуд[англ.]